# Копечень (Клуж)
Копечень, Копечені (рум. Copăceni) — село у повіті Клуж в Румунії. Входить до складу комуни Сендулешть.
Село розташоване на відстані 301 км на північний захід від Бухареста, 23 км на південний схід від Клуж-Напоки.

## Населення
За даними перепису населення 2002 року у селі проживали 1250 осіб.
Національний склад населення села:
| Національність | Кількість осіб | Відсоток |
| -------------- | -------------- | -------- |
| румуни         | 1209           | 96,7%    |
| угорці         | 25             | 2,0%     |
| цигани         | 16             | 1,3%     |

Рідною мовою назвали:
| Мова      | Кількість осіб | Відсоток |
| --------- | -------------- | -------- |
| румунська | 1225           | 98,0%    |
| угорська  | 24             | 1,9%     |